# La Victoria, Tezonapa
La Victoria är en ort i Mexiko.   Den ligger i kommunen Tezonapa och delstaten Veracruz, i den sydöstra delen av landet, 260 km öster om huvudstaden Mexico City. La Victoria ligger 87 meter över havet och antalet invånare är 111.
Terrängen runt La Victoria är varierad. Runt La Victoria är det ganska tätbefolkat, med 56 invånare per kvadratkilometer. Närmaste större samhälle är Cosolapa, 15,2 km nordost om La Victoria. I omgivningarna runt La Victoria växer huvudsakligen savannskog.